# Ken Henry
Ken Henry, més correctament Kenneth Henry, (Chicago, Estats Units 1929 - Lake Bluff 2009) fou un patinador de velocitat sobre gel estatunidenc.

## Biografia
Va néixer el 7 de gener de 1929 a la ciutat de Chicago, població situada a l'estat nord-americà d'Illinois. Va morir l'1 de març de 2009 a la població de Lake Bluff.

## Carrera esportiva
Especialista en distàncies curtes del patinatge de velocitat sobre gel, participà en els Jocs Olímpics d'Hivern de 1948 disputats a Sankt Moritz (Suïssa), on finalitzà en cinquena posició en la prova de 500 m., 22è en els 1.500 m. i 18è en els 5.000 m.. En els Jocs Olímpics d'Hivern de 1952 disputats a Oslo (Noruega) aconseguí la medalla d'or en la prova de 500 m. i finalitzà 17è en la prova de 1.500 m. i 29è en els 5.000 m.. En els Jocs Olímpics d'Hivern de 1956 disputats a Cortina d'Ampezzo (Itàlia) participà en la prova de 500 metres, quedant en dissetena posició. Posteriorment, en els Jocs Olímpics d'Hivern de 1960 realitzats a Squaw Valley (Estats Units) Henry fou l'escollit per realitzar l'últim relleu de la flama olímpica a la seva entrada al Blyth Arena.
Un cop retirat del patinatge de velocitat sobre gel es dedicà a la pràctica del golf.